# S.A. Griffin
Pour les articles homonymes, voir Griffin.
S.A. Griffin est un acteur américain né le 16 mars 1954 à San Antonio, Texas (États-Unis).

## Filmographie
- 1980 : Les Mercenaires de l'espace (Battle Beyond the Stars) : Lettress
- 1985 : Pale Rider, le cavalier solitaire (Pale Rider) : Deputy Folke
- 1986 : Nord et Sud 2 (feuilleton TV) : Wounded Soldier
- 1987 : You Ruined My Life (TV) : Casino Guard
- 1987 : Prise au piège (en) (Deadly Care) (TV) : The Stranger
- 1987 : In the Mood : Cpl. Howard Glatt, USMC
- 1987 : Aux frontières de l'aube (Near Dark) de Kathryn Bigelow : Police Officer at Motel
- 1988 : Angel III: The Final Chapter : Roger
- 1988 : Nightmare at Noon : Albino's Henchman
- 1988 : Tricks of the Trade (TV) : Bartender
- 1988 : Jumeaux (Twins) : Hollywood Biker #1
- 1989 : Seule face au crime (Original Sin) (TV) : Mobster
- 1989 : Deux dollars sur un tocard (Let It Ride) : Trainer
- 1989 : Perry Mason: The Case of the All-Star Assassin (TV) : Richards
- 1991 : Cool as Ice : Morrisey
- 1993 : In Search of the Obelisk : Osirus
- 1995 : Ray Alexander: A Menu for Murder (TV)
- 1996 : Luxor Live : Osiris
- 1996 : Theater of Time : Osiris
- 1996 : Pluie de roses sur Manhattan (Bed of Roses) : Stanley
- 1997 : Vacances à Vegas (Vegas Vacation) : Pit Boss
- 1998 : Simon Says : Ed Simon
- 1998 : No More Baths : Bud Bildmore
- 1999 : Des jours et des vies ("Days of Our Lives") (série TV) : Ben Sherman / Sheriff Nat Warner (2002)
- 2000 : The Independent (en) : Slate
- 2001 : The Korean War (série TV) : General Ridgeway
- 2002 : Buying the Cow : Stanley